# DogMan
DogMan és una pel·lícula de thriller d'acció francesa de 2023 escrita i dirigida per Luc Besson i protagonitzada per Caleb Landry Jones, Jojo T. Gibbs, Christopher Denham, John Charles Aguilar i Grace Palma. Ambientada a Nova Jersey, representa un home que va ser maltractat pel seu pare i que estima els gossos. S'ha subtitulat al català.
El film va ser seleccionat per competir pel Lleó d'Or al 80è Festival Internacional de Cinema de Venècia, on es va estrenar el 31 d'agost de 2023. Es va estrenar als cinemes francesos el 27 de setembre de 2023. La pel·lícula va rebre crítiques en diversos sentits.
Es va filmar en una instal·lació de producció virtual a Essonne de febrer a juliol de 2022, i a Newark el juny de 2022.